# Metoda dělení základem
Metoda dělení základem je metoda určená pro převod celých čísel mezi soustavami. Metoda spočívá v postupném celočíselném dělení původního čísla základem cílové soustavy a sepisování zbytku po dělení.

## Postup
Mějme celé číslo {\displaystyle N_{A}} vyjádřené v soustavě o základu {\displaystyle r_{A}} na {\displaystyle m} platných číslic polynomem dle vzorce
{\displaystyle N_{A}=\sum _{i=0}^{m-1}a_{i}{\cdot }r_{A}^{i}=a_{m-1}{\cdot }r_{A}^{m-1}+a_{m-2}{\cdot }r_{A}^{m-2}+\ldots +a_{0}{\cdot }r_{A}^{0}\,\!}
Chceme jej vyjádřit v soustavě o základu {\displaystyle r_{B}} jako
{\displaystyle N_{B}=\sum _{i=0}^{n-1}b_{i}{\cdot }r_{B}^{i}=b_{n-1}{\cdot }r_{B}^{n-1}+b_{n-2}{\cdot }r_{B}^{n-2}+\ldots +b_{0}{\cdot }r_{B}^{0}\,\!}
Tento výraz můžeme celočíselně vydělit základem {\displaystyle r_{B}}, přičemž dostaneme podíl {\displaystyle P} a zbytek {\displaystyle Z}. Můžeme pak psát
{\displaystyle N_{B}=P\cdot r_{B}+Z=(b_{n-1}{\cdot }r_{B}^{n-2}+b_{n-2}{\cdot }r_{B}^{n-3}+\ldots +b_{1}{\cdot }r_{B}^{0})\cdot r_{B}+b_{0}\,\!}
Zbytek {\displaystyle Z} tudíž představuje číslici {\displaystyle b_{0}}. K určení koeficientu {\displaystyle b_{1}} vydělíme zcela analogicky polynom {\displaystyle P} základem {\displaystyle r_{B}}. Celý postup opakujeme dokud nebude výsledek dělení nulový.
Výsledkem převodu je číslo {\displaystyle N_{B}}, které má jednotlivé číslice zapsané pozičně jako {\displaystyle b_{n-1}b_{n-2}\ldots b_{0}}.

## Příklad
Převod čísla {\displaystyle (109)_{10}\,\!} do binární soustavy.
| dělení                           |                       | podíl                  | zbytek                | význam                   |
| -------------------------------- | --------------------- | ---------------------- | --------------------- | ------------------------ |
| {\displaystyle (109)_{10}/2\,\!} | {\displaystyle =\,\!} | {\displaystyle 54\,\!} | {\displaystyle 1\,\!} | nejméně významná číslice |
| {\displaystyle (54)_{10}/2\,\!}  | {\displaystyle =\,\!} | {\displaystyle 27\,\!} | {\displaystyle 0\,\!} |                          |
| {\displaystyle (27)_{10}/2\,\!}  | {\displaystyle =\,\!} | {\displaystyle 13\,\!} | {\displaystyle 1\,\!} |                          |
| {\displaystyle (13)_{10}/2\,\!}  | {\displaystyle =\,\!} | {\displaystyle 6\,\!}  | {\displaystyle 1\,\!} |                          |
| {\displaystyle (6)_{10}/2\,\!}   | {\displaystyle =\,\!} | {\displaystyle 3\,\!}  | {\displaystyle 0\,\!} |                          |
| {\displaystyle (3)_{10}/2\,\!}   | {\displaystyle =\,\!} | {\displaystyle 1\,\!}  | {\displaystyle 1\,\!} |                          |
| {\displaystyle (1)_{10}/2\,\!}   | {\displaystyle =\,\!} | {\displaystyle 0\,\!}  | {\displaystyle 1\,\!} | nejvíce významná číslice |
Tedy {\displaystyle (109)_{10}=(1101101)_{2}\,\!}.